# Jonkowo-Warkały
Jonkowo-Warkały este o arie protejată (sit de importanță comunitară — SCI) din Polonia întinsă pe o suprafață de 226,53 ha, integral pe uscat.

## Localizare
Centrul sitului Jonkowo-Warkały este situat la coordonatele 53°48′40″N 20°19′13″E / 53.811°N 20.3202°E.

## Înființare
Situl Jonkowo-Warkały a fost declarat sit de importanță comunitară în octombrie 2009 pentru a proteja 5 specii de animale.

## Biodiversitate
Situată în ecoregiunea continentală, aria protejată conține 4 habitate naturale: Lacuri și iazuri distrofice naturale, Mlaștini turboase de tranziție și turbării mișcătoare, Mlaștini alcaline, Mlaștini împădurite.
La baza desemnării sitului se află mai multe specii protejate:
- amfibieni (2): buhai de baltă cu burta roșie (Bombina bombina), triton cu creastă (Triturus cristatus)
- mamifere (1): castor (Castor fiber)
- nevertebrate (2): libelule (Leucorrhinia pectoralis), fluturele purpuriu (Lycaena dispar)